# Il mondo in un secondo
Il mondo in un secondo è il secondo album in studio della cantante italiana Alessandra Amoroso, pubblicato il 28 settembre 2010 su etichetta Columbia, distribuito da Sony Music e prodotto da Dado Parisini.

## Descrizione
Dopo una serie di voci riguardo ad un nuovo album di Alessandra Amoroso da parte di diversi giornali web e riviste, il 15 luglio 2010, durante l'Un'estate senza nuvole Live Tour, la casa discografica Sony Music comunica ufficialmente l'uscita del nuovo album, prevista per fine settembre 2010. Il titolo dell'album viene, invece, comunicato nel forum ufficiale di Alessandra Amoroso il 29 agosto 2010. Il 30 agosto la Sony comunica la data di uscita dell'album, il 28 settembre 2010.
Il 7 settembre 2010 viene pubblicata la tracklist dell'album nel sito ufficiale di Alessandra. L'album contiene tredici brani: oltre al singolo apripista La mia storia con te scritta da Saverio Grandi e la title track Il mondo in un secondo, fra le altre, sono presenti una canzone scritta da Francesco Silvestre ed Enrico Zapparoli dei Modà, Urlo e non mi senti, una reinterpretazione di una hit messicana dei Camila, Mientes, riadattata da Pippo Kaballà in italiano con il titolo Niente.
Federica Camba e Daniele Coro firmano la maggioranza dei brani: Dove sono i colori (quarto singolo estratto), Un fiore dal niente, Domani con gli occhi di ieri e Non ho che te. Antonio Galbiati e Dardust, firmano Punto di domanda, Semplicemente così e la title track Il mondo in un secondo.
L'album viene prodotto principalmente da Dado Parisini (La mia storia con te, Niente, Punto di domanda, Non ho che te, Il mondo in un secondo, Romantica ossessione, Dove sono i colori, Semplicemente così) e coprodotto assieme a Pino Perris (Urlo e non mi senti), Simone Papi (Domani con gli occhi di ieri e Un fiore dal niente), Chico Bennett (I'm a Woman) e Richard Vission (Clip His Wings).
È stato possibile ordinare l'album in anteprima su Ibs.it a partire dal 3 settembre 2010 e su iTunes a partire dal 14 settembre 2010. La bonus track Clip His Wings (Moonlight Version) è disponibile, assieme al booklet digitale, solo nella versione pubblicata per iTunes.

## Tracce
1. La mia storia con te – 3:51 (testo: Saverio Grandi, Luca Angelosanti, Marco Ciappelli – musica: Saverio Grandi, Fabio Campedelli)
2. Niente – 3:25 (Domm, Velez) – cover di Mientes dei Camila, a cura di Kaballà
3. Punto di domanda – 3:41 (Antonio Galbiati, Dario Faini)
4. Dove sono i colori – 3:51 (Federica Camba, Daniele Coro)
5. Urlo e non mi senti – 3:28 (testo: Francesco Silvestre – musica: Francesco Silvestre, Enrico Zapparoli)
6. Non ho che te – 3:29 (Federica Camba, Daniele Coro)
7. Il mondo in un secondo – 3:35 (Antonio Galbiati, Dario Faini)
8. Semplicemente così – 3:33 (Antonio Galbiati, Dario Faini)
9. Romantica ossessione – 3:39 (Federica Camba, Daniele Coro)
10. Domani con gli occhi di ieri – 3:43 (Federica Camba, Daniele Coro)
11. Un fiore dal niente – 3:35 (Federica Camba, Daniele Coro)
12. I'm a Woman – 2:56 (Vassy West Brian, Chico Bennett, Richard Vission)
13. Clip His Wings – 3:20 (musica: Vassy West Brian, David John Gerald Eaton)

Traccia bonus dell'edizione iTunes
1. Clip His Wings (Moonlight Version) – 3:32 (musica: Vassy West Brian, David John Gerald Eaton)

## Successo commerciale
L'album ha debuttato direttamente alla 1ª posizione della Classifica FIMI Album, restandoci per 3 settimane consecutive.
Secondo la classifica FIMI di fine anno è il 5º album più venduto del 2010 ed il 25° del 2011.
L'album viene certificato disco di platino il 25 ottobre 2010 per le oltre 60 000 copie vendute e doppio disco di platino il 17 dicembre 2010 per le oltre 120 000 copie, mentre il 30 marzo 2011 diviene triplo disco di platino per aver venduto 180 000 copie.
Il 6 febbraio 2015 viene certificato quadruplo disco di platino per aver venduto oltre 200 000 copie.

## Formazione
- Alessandra Amoroso – voce
- Davide Aru – chitarra
- Roberto Gallinelli – basso
- Roberto Bassi – programmazione
- Simone Papi – tastiera, programmazione, organo Hammond
- Luca Colombo – chitarra elettrica
- Dado Parisini – tastiera, pianoforte
- Roberto Bassi – programmazione
- Giorgio Cocilovo – chitarra acustica
- Luca Trolli – batteria
- Pino Perris – tastiera, pianoforte, programmazione
- Alessandro Magnalasche – chitarra acustica, chitarra elettrica
- Cesare Chiodo – basso
- Alfredo Golino – batteria
- La Bionda – chitarra acustica addizionale
- Massimo Varini – chitarra elettrica
- Diego Corradin – batteria
- Daniele Coro – chitarra elettrica
- Luciana Vaona, Vassilliki Karagiorgos – cori

## Classifiche

### Posizioni massime
| Classifica (2010) | Posizione massima |
| ----------------- | ----------------- |
| Italia            | 1                 |
| Svizzera          | 28                |

### Classifiche di fine anno
| Classifica (2010) | Posizione |
| ----------------- | --------- |
| Italia            | 5         |
| Classifica (2011) | Posizione |
| Italia            | 25        |

## Il mondo in un secondo tour
Il 26 settembre 2010 la Amoroso presenta l'album in due treni in partenza il primo da Milano verso Roma e il secondo da Roma verso Napoli. Oltre allo spettacolo sul treno, la cantante ha cantato alcuni brani nelle tre stazioni per coloro che non sono potuti salire sul treno. Alessandra Amoroso ha tenuto, inoltre, l'anteprima de Il mondo in un secondo tour il 20 dicembre 2010 al PalaLottomatica a Roma e il 22 dicembre 2010 al Mediolanum Forum di Milano. La tournée ripartirà l'8 marzo 2011 dal Palasport di Sulmona per concludersi il 21 maggio 2011 a Bologna. Dal mese di luglio 2011 Alessandra Amoroso riprende Il mondo in un secondo tour che prosegue per tutta l'estate, fino a metà settembre. Durante il tour estivo viene inoltre aggiunto un medley contenente L'amore non è un gioco e Da qui.

### Date
| Data              | Città           | Sede                                  |
| ----------------- | --------------- | ------------------------------------- |
| 20 dicembre 2010  | Roma            | PalaLottomatica                       |
| 22 dicembre 2010  | Milano          | Mediolanum Forum                      |
| 8 marzo 2011      | Sulmona         | Palasport                             |
| 12 marzo 2011     | Parma           | Pala B. Raschi                        |
| 13 marzo 2011     | Padova          | Gran Teatro Geox                      |
| 15 marzo 2011     | Brescia         | Palabrescia                           |
| 16 marzo 2011     | Genova          | 105 Stadium                           |
| 18 marzo 2011     | Rimini          | 105 Stadium                           |
| 19 marzo 2011     | Firenze         | Nelson Mandela Forum                  |
| 21 marzo 2011     | Perugia         | Palasport Evangelisti                 |
| 23 marzo 2011     | Napoli          | Palapartenope                         |
| 25 marzo 2011     | Taranto         | PalaMazzola                           |
| 26 marzo 2011     | Conversano      | Palasangiacomo                        |
| 28 marzo 2011     | Barletta        | Paladisfida                           |
| 30 marzo 2011     | Acireale        | Palasport di Acireale                 |
| 31 marzo 2011     | Palermo         | PalaUditore                           |
| 2 aprile 2011     | Eboli           | PalaSele                              |
| 5 aprile 2011     | Ancona          | PalaRossini                           |
| 7 aprile 2011     | Torino          | PalaOlimpico                          |
| 20 maggio 2011    | Conegliano      | Zoppas Arena                          |
| 21 maggio 2011    | Bologna         | PalaDozza                             |
| 9 luglio 2011     | Pavia           | Piazza di Vigevano                    |
| 12 luglio 2011    | San Leucio      | Cortile del Belvedere                 |
| 17 luglio 2011    | Vercelli        | Piazza Vittorio Emanuele II           |
| 23 luglio 2011    | Cagliari        | Teatro in Fiera                       |
| 26 luglio 2011    | Trieste         | Castello San Giusto                   |
| 27 luglio 2011    | Vicenza         | Piazzale Monteberico                  |
| 2 agosto 2011     | Catanzaro       | Parco Mitoio                          |
| 4 agosto 2011     | Cosenza         | Anfiteatro di Villapiana              |
| 5 agosto 2011     | Brindisi        | Forum Eventi                          |
| 7 agosto 2011     | Latina          | Arena del Mare                        |
| 29 agosto 2011    | Macerata        | Sferisterio                           |
| 31 agosto 2011    | Reggio Calabria | Teatro Catona                         |
| 2 settembre 2011  | Messina         | Teatro antico di Taormina             |
| 3 settembre 2011  | Palermo         | Complesso monumentale Castello a Mare |
| 9 settembre 2011  | Brescia         | Piazza Loggia                         |
| 11 settembre 2011 | Chieti          | Acropoli La Civitella                 |

### Scaletta
1. Intro
2. Il mondo in un secondo
3. Dove sono i colori
4. Estranei a partire da ieri
5. Semplicemente così
6. Stella incantevole
7. Non ho che te
8. Domani con gli occhi di ieri
9. Stupida
10. Medley:
  1. L'amore non è un gioco
  2. Da qui
11. Punto di domanda
12. Urlo e non mi senti
13. Clip his wings
14. Acustico:
  1. Arrivi tu
  2. Mi sei venuto a cercare tu
  3. Ama chi ti vuole bene
15. I'm a woman
16. Senza nuvole
17. Niente
18. Cover:
  1. Find a way
  2. Respect
  3. Master Blaster
  4. I'll be there
19. La mia storia con te

Bis
1. Immobile
2. Estranei a partire da ieri

### Band
| Musicista                            | Strumento                       |
| ------------------------------------ | ------------------------------- |
| Dado Parisini                        | Direttore musicale              |
| Giacomo Castellano o David Pieralisi | Chitarre elettriche e acustiche |
| Alessandro Magnalasche               | Chitarre elettriche e acustiche |
| Roberto Bassi                        | Pianoforte                      |
| David Pecchioli                      | Batteria                        |
| Ronny Aglietti                       | Basso                           |
| Luciana Vaona                        | Vocalist                        |
| Pamela Scarponi                      | Vocalist                        |